# Armillaria heimii
Armillaria heimii är en svampart som beskrevs av Pegler 1977. Armillaria heimii ingår i släktet Armillaria och familjen Physalacriaceae.   Inga underarter finns listade i Catalogue of Life.